# 汉川经济技术开发区
汉川经济技术开发区是中华人民共和国湖北省孝感市汉川市下辖的一个类似乡级单位。

## 行政区划
汉川经济技术开发区下辖以下行政区单位：
涵闸社区、田家咀村和徐家口村。